# Massimo Garavaglia
Massimo Garavaglia (ur. 8 kwietnia 1968 w Cuggiono) – włoski polityk i samorządowiec, parlamentarzysta, od 2021 do 2022 minister.

## Życiorys
Ukończył studia z ekonomii i handlu na Uniwersytecie Bocconiego oraz nauki polityczne na Uniwersytecie Mediolańskim. Zajął się prowadzenie działalności konsultingowej. Powoływany do rady dyrektorów różnych przedsiębiorstw i instytucji. Dołączył do Ligi Północnej, od 1999 do 2009 był burmistrzem miejscowości Marcallo con Casone.
W latach 2006–2008 sprawował mandat posła do Izby Deputowanych XV kadencji. Następnie do 2013 wchodził w skład Senatu XVI i XVII kadencji. Zrezygnował z mandatu senatora wkrótce po wyborach w 2013 w związku z powołaniem w skład władz regionalnych Lombardii na stanowisko asesora do spraw budżetu. W 2015 objęty postępowaniem dotyczącym nadużyć we władzach regionu, w 2019 został uniewinniony wobec niepopełnienia zarzucanego czynu.
W wyniku wyborów w 2018 powrócił do Izby Deputowanych (XVIII kadencji). W czerwcu tegoż roku został podsekretarzem stanu w ministerstwie gospodarki i finansów, w marcu 2019 awansowany na funkcję wiceministra w tym resorcie, którą pełnił do września 2019. W lutym 2021 powołany na ministra bez teki do spraw koordynacji sektora turystyki w rządzie Maria Draghiego, w marcu tegoż roku mianowany ministrem turystyki. Funkcję tę pełnił do października 2022.
W tym samym roku po raz kolejny został wybrany na senatora.